# Eldad Regev
Eldad Regev (in ebraico  אלדד רגב‎?; Kiryat Motzkin, 16 agosto 1980 – 12 luglio 2006) è stato un militare israeliano.
Catturato da membri di Hezbollah insieme a Ehud Goldwasser il 12 luglio 2006, in Israele, vicino al confine libanese, scatenando nel 2006 il conflitto tra Israele e Libano. Il suo rango è stato il sergente di prima classe.
Il 16 luglio 2008, i corpi di Goldwasser e Regev sono stati restituiti ad Israele in uno scambio di prigionieri tra Israele ed Hezbollah. L'esame dei corpi ha stabilito che i due riservisti sono stati uccisi durante l'agguato.